# Domessin
Domessin – miejscowość i gmina we Francji, w regionie Owernia-Rodan-Alpy, w departamencie Sabaudia.
Według danych na rok 1990 gminę zamieszkiwało 1271 osób, a gęstość zaludnienia wynosiła 129 osób/km² (wśród 2880 gmin regionu Rodan-Alpy Domessin plasuje się na 655. miejscu pod względem liczby ludności, natomiast pod względem powierzchni na miejscu 1132.).

## Demografia

Populacja Domessin w latach 1962–2008